# Alopecosa litvinovi
Alopecosa litvinovi là một loài nhện trong họ Lycosidae.
Loài này thuộc chi Alopecosa. Alopecosa litvinovi được Izmailova miêu tả năm 1989.